# Elio Trifari
Elio Trifari (Napoli, 17 marzo 1945 – 18 giugno 2021) è stato un giornalista e scrittore italiano.

## Carriera
Laureato in ingegneria elettronica, tuttavia s'indirizzò ben presto verso il giornalismo sportivo.
Firma di lunga data della Gazzetta dello Sport, per il quotidiano milanese scrisse in primis di atletica leggera, di cui era grande appassionato e di cui curò molti libri e pubblicazioni soprattutto a tema olimpico, oltreché di calcio e ciclismo.
Della Gazzetta fu anche vicedirettore, negli anni della direzione di Candido Cannavò: in questa fase, nel corso degli anni 90 si occupò dapprima della rinascita del magazine della testata, La Gazzetta dello Sport Magazine (1995), in seguito rinominato SportWeek, e poi, per via del suo interesse verso le nuove tecnologie, della conduzione della prima versione del sito web del quotidiano (1997).
Sempre legato alla Gazzetta fu l'impegno, negli ultimi anni di vita, come direttore della "Fondazione Candido Cannavò".